# Erosne constrica
Erosne constrica är en insektsart som beskrevs av Albino Morimasa Sakakibara 1998. Erosne constrica ingår i släktet Erosne och familjen hornstritar. Inga underarter finns listade i Catalogue of Life.